# اس‌ان‌ای‌اس اوییشن
اس‌ان‌ای‌اس اوییشن (به انگلیسی: SNAS Aviation) یک شرکت هواپیمایی است که در تاریخ ۱۹۷۹ میلادی تأسیس شده است. دفتر مرکزی اس‌ان‌ای‌اس اوییشن در ریاض، عربستان سعودی واقع شده‌است.